# Jacqueline Kennedys trädgård

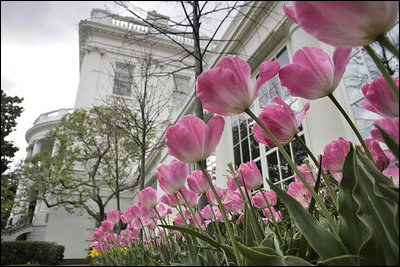
Vår i Jacqueline Kennedys trädgård.

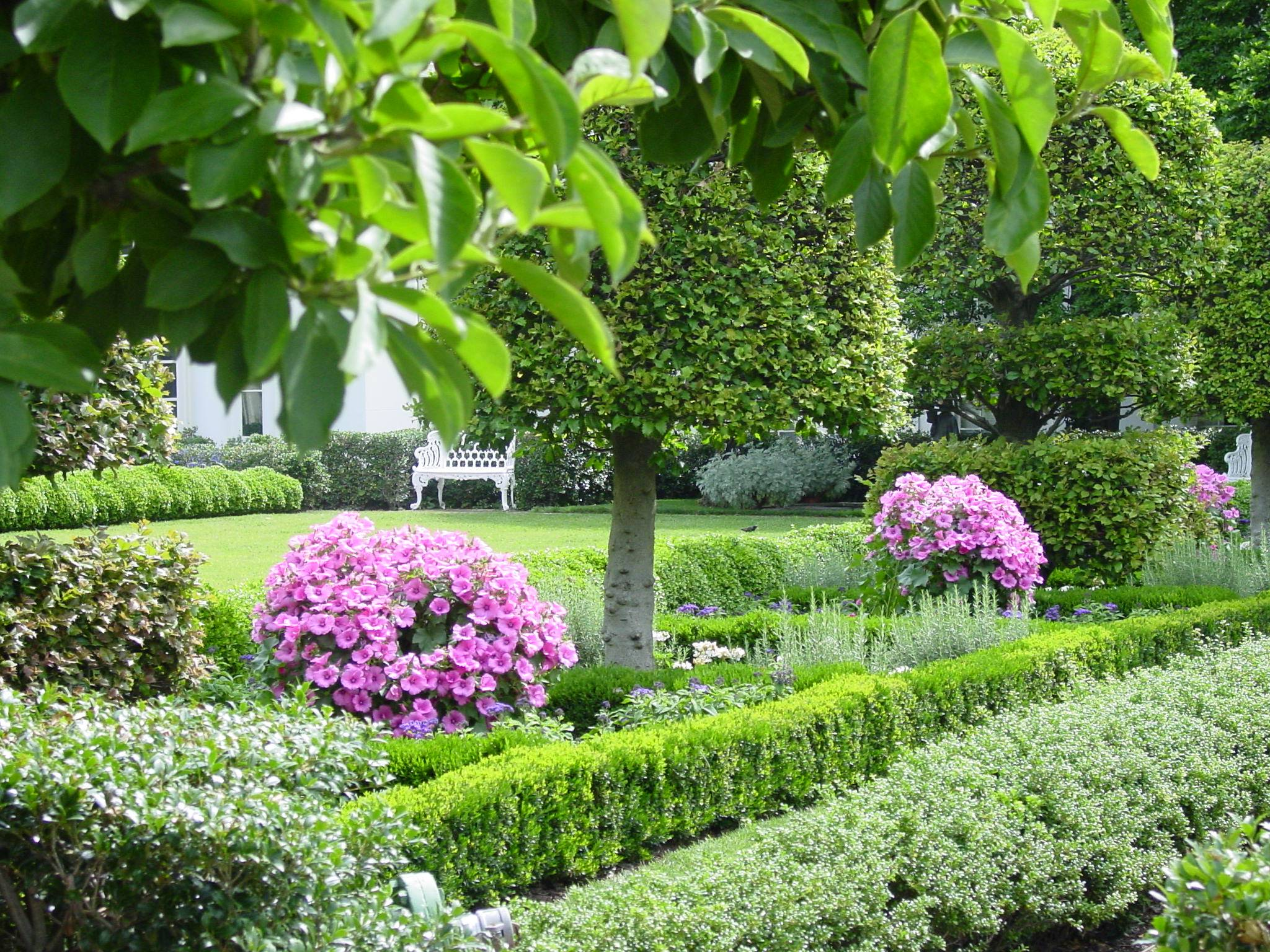
Sommar i Jacqueline Kennedys trädgård.

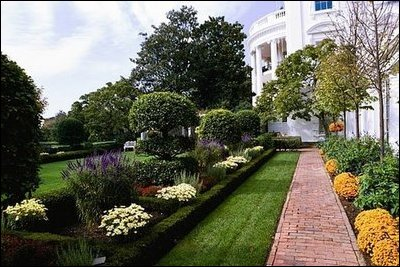
Höst i Jacqueline Kennedys trädgård.

Jacqueline Kennedys trädgård (engelska: Jacqueline Kennedy Garden) ligger utanför Vita huset söder om östra kolonnaden. På andra sidan ligger Vita husets rosenträdgård. Trädgården namngavs efter Jacqueline Kennedy den 22 april 1965.

### Fotnoter
1. ↑  ”The Jacqueline Kennedy Garden” (på engelska). White House Museum. http://www.whitehousemuseum.org/grounds/kennedy-garden.htm. Läst 9 november 2015.